# Букач, Валерий Михайлович
Валерий Михайлович Букач (род. 1959, Одесса) — украинский педагог, кандидат исторических наук, приват — профессор Южно-украинского национального педагогического университета имени К. Д. Ушинского.

## Биография
Валерий Михайлович Букач родился в 1959 году в Одессе в семье рабочих. Среднее образование получил в одесской общеобразовательной школе № 8.
В 1982 году закончил филологический факультет Одесского государственного университета имени И. И. Мечникова, в котором затем преподавал.
В течение 1989—1992 годов обучался в аспирантуре при кафедре политической истории и философии Одесского государственного педагогического института имени К. Д. Ушинского. В 1994 году защитил диссертацию «Национальная политика в Украине (1921—1925 гг.)» на соискание ученой степени кандидата исторических наук.
В 1996 году присвоено ученое звание доцента, а в 2009 году — ученое звание приват-профессора. С 1992 года работает на кафедре всемирной истории и методологии науки Южноукраинского национального педагогического университета имени К. Д. Ушинского (г. Одесса).

## Научно-педагогическая деятельность
Круг научных интересов — проблемы национально-культурной политики, вопросы влияния личности на исторические процессы, развитие науки и культуры.
В диссертационном исследовании определил этапы политики украинизации в 1921—1925 годах, сформулировал основные направления политики в отношении национальных меньшинств, обозначил этапы эволюции печати в Украине в первой половине 1920-х годов.
Является автором первых в Украине кратких биографических справочников «Политическое руководство Союза ССР и Украинской ССР» (Одесса, 1997 г.), «Женщины — политические деятели СССР» (Одесса, 2001 г.). В 1995 году инициировал проведение ежегодной научной студенческой конференции «Исторический опыт и современность» («Історичний досвід і сучасність») и издание материалов конференции. За 30 лет под его руководством было опубликовано 693 самостоятельные студенческие работы и 302 совместные работы студентов и преподавателей .
Является автором свыше 210 опубликованных работ.

### Некоторые работы
- Печать — источник изучения национальной политики в Украине 1921—1925 гг.// Проблеми викладання історії народів України в технічному вузі: Тези доповідей республіканської науково-методичної конференції. — К., 1991. — С. 138—139.
- О национально — психологическом аспекте учебно — воспитательного процесса.// Повышение эффективности подготовки учителей истории без отрыва от производства: Сборник докладов и сообщений Всесоюзной научно-методической конференции. — Одеса, 1992. — С. 50 — 58.
- Українізація преси та видавницької справи в 1921—1925 рр.// Историко — культурное наследие человечества и его изучение при подготовке учителей без отрыва от производства: Сборник тезисов выступлений украинско — российского научно-методического симпозиума. — Одесса, 1992. — С. 10 — 12.
- Українізація на Одещині в першій половині 20-х років.// Південь України і складання української державності: історія і сучасність: Тези доповідей Всеукраїнської науково — практичної конференції. — Одеса, 1994. — С. 77 — 79.
- Національно-культурна політика на Одещині в першій половині 20-х років.// Одеса-200: Тези доповідей міжнародної науково-теоретичної конференції. — Ч. 1.- Одеса, 1994. — С. 106—107.
- Одесса и отечественная культура. — Одеса: ЮГПУ, 2002. — 24 с.
- Історія Південноукраїнського державного педагогічного університету ім. К. Д. Ушинського в особах: Біографічний довідник. — Одеса: ПДПУ, 2005. — 68 с.[8]
- Субъективный взгляд на аспекты современной национальной политики// Життя і пам’ять: Наукова збірка, присвячена пам’яті В’ячеслава Івановича Шамко. — Одеса: Наука і техніка, 2009. — С. 67 — 72.
- Женщины — политические деятели Союза ССР: Биографический справочник. — Изд. 2-е, перераб. и доп. — Одесса: ЮНПУ, 2012. — 20 с.[9]
- Руководство Вооруженных Сил Советского Союза: справочник. — Одесса, ЮНПУ, 2012. — 44 с.
- З історії Південноукраїнського національного педагогічного університету ім. К. Д. Ушинського. Випускники: Довідник. — Одеса, ПНПУ, 2012. — 40 с.
- Про ліквідацію неписьменності на Україні в 1921—1925 роках.// Історичний досвід і сучасність: Матеріали (доповіді) ХІХ наукової студентської конференції. — Вип. 25. — Одеса: ПНПУ, 2013. — С. 1 — 5.
- Краєзнавство та навчально-виховний процес.// Життя і пам’ять: Науковій збірник, присвячений пам’яті В’ячеслава Івановича Шамко. — Вип. 2. — Одеса: Homeless Publishing, 2015. — С. 30 — 35.
- Батьківщинознавство як елемент освіти.// Науковий вісник Південноукраїнського національного педагогічного університету імені К, Д. Ушинського. — Серія: Педагогічні науки. — 2017. — № 2 (115). — С. 21 — 25.[10]
- З історії Південноукраїнського національного педагогічного університету імені К. Д. Ушинського. Керівники: Біографічний словник. — Одеса: ПНПУ, 2018. — 40 с.[11]
- История Одессы в художественной литературе.// Життя і пам’ять: Науковій збірник, присвячений пам’яті В’ячеслава Івановича Шамко. — Вип. 3. — Одеса: Homeless Publishing, 2018. — С. 31 — 48.[12]
- Культурні та психологічні особливості застосування чорного гумору в політичній рекламі / В. М. Букач, І. І. Окул // Проблеми політичної психології. — 2019. — Т. 22. — Вип. 8 (22). — С. 165—179.[13]
- Використання краєзнавчого компонента у викладанні курсу «Історії української культури»/ В. М. Букач// Науковий вісник Південноукраїнського національного педагогічного університету імені К. Д. Ушинського. — 2020. — Вип. 1. — С. 61 — 66.[14].
- Теорія та історія культури (словник-довідник): навчальний посібник для здобувачів вищої освіти / В. М. Букач, Н. М. Бакланова. — Одеса: видавець Букаєв В. В, 2021. — 288 с.
- З історії Одеського німецького педагогічного інституту: Довідник/ В. М. Букач. — Одеса: ПНПУ, 2022. — 56 с.[15]
- З історії педагогічного інституту Рішельєвського ліцею: Довідник/ В. М. Букач. — Одеса: ПНПУ, 2022. — 32 с.[16].
- Одеська тема в українській літературі 1920 – 1970-х років/ В. М. Букач.// Історичний досвід і сучасність: матеріали XХІХ наукової конференції здобувачів вищої освіти: cтатті. – Вип. 45. – Одеса: ПНПУ, 2023. – С. 41-46.[17].
- Одеське театрально-художнє училище. Особистості: Біографічний словник/ В. М. Букач. — Одеса: КЦВ, 2025. — 84 с.[18].

## Награды
- Знак «Отличник образования Украины».